# Lithobius elongipes
Lithobius elongipes är en mångfotingart som först beskrevs av Chamberlin 1952.  Lithobius elongipes ingår i släktet Lithobius och familjen stenkrypare.
Artens utbredningsområde är Turkiet. Inga underarter finns listade i Catalogue of Life.